# یوهان آدولف هاسه
یوهان آدولف هاسه (به آلمانی: Johann Adolph Hasse) آهنگساز، معلم موسیقی و خوانندهٔ اهل آلمان بود که در برگه‌دورف، در نزدیکی هامبورگ متولد شد و در ونیز درگذشت.

## حرفه اولیه
هاسه در برگدورف نزدیک هامبورگ غسل تعمید داده شد، جایی که خانواده‌اش برای سه نسل ارگ‌نواز کلیسا بودند. زمانی که در سال 1718 به عنوان یک تنور به اپرای هامبورگ پیوست. در سال 1719 او در دربار برانزویک یک پست خوانندگی به دست آورد، جایی که در سال 1721 اولین اپرای او، Antioco، اجرا شد. خود هاسه در این تولید آواز خواند.

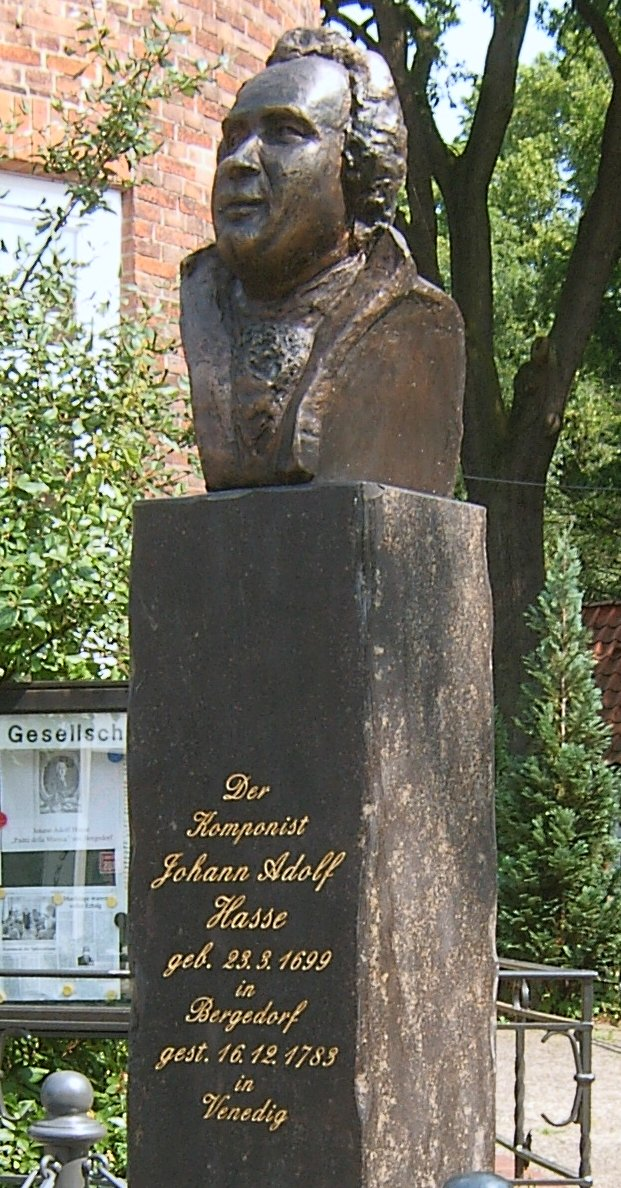
یادبود هاسه در مقابل خانه تولد او در هامبورگ-برگدورف
تصور می‌شود که او در سال 1722 آلمان را ترک کرد. در طول دهه 1720 او بیشتر در ناپل زندگی می‌کرد و شش یا هفت سال در آنجا اقامت داشت. در سال 1725 سرناتای او آنتونیو و کلئوپاترا در ناپل اجرا شد. نقش های اصلی توسط کارلو بروسکی معروف به فارینلی و ویتوریا تسی خوانده شد. موفقیت این کار نه تنها باعث شد تا هاسه سفارش های زیادی را از سالن های اپرای ناپل دریافت کند، بلکه به گفته یوهان یواخیم کوانتز، او را با الساندرو اسکارلاتی که معلم و دوست او شد، در تماس قرار داد. هاسه همچنین سبک خود را از چندین جنبه تغییر داد تا منعکس کننده سبک اسکارلاتی باشد.
محبوبیت هاسه در ناپل به طرز چشمگیری افزایش یافت و برای چندین سال حجم کاری او را به شدت مشغول نگه داشت. در این دوره او تنها اپرا بوفای کامل خود را با نام La sorella amante، علاوه بر چندین اینترمتزی و سرناتا ساخت. او از کارناوال ونیزی در سال 1730 بازدید کرد، جایی که اپرای Artaserse او در S Giovanni Grisostomo اجرا شد. لیبرتو متاستازیو برای این مناسبت به شدت بازسازی شد و فارینلی نقش اصلی را بر عهده گرفت. دو تا از آریاهای خود را از این اپرا بعداً به مدت یک دهه هر شب برای فیلیپ پنجم اسپانیایی اجرا کرد.
درسدن و ونیز
در سال 1730 هاسه با فاوستینا بوردونی ازدواج کرد و همچنین در دربار درسدن به عنوان کاپل مایستر منصوب شد، اگرچه تا ژوئیه 1731 به درسدن نرسید. در اوایل سال، او در وین فعال بود و بر اجرای اوراتوریو خود دانیلو در دربار هابسبورگ نظارت می کرد. بلافاصله پس از ورود این زوج به درسدن، فاستینا در مقابل دادگاه اجرا کرد. در سپتامبر، کلئوفید (Hasse's Cleofide) (که روی یک متن بسیار اقتباس شده متاستازیو تنظیم شده بود) به نمایش درآمد. به نظر می رسد که جی. اس. باخ در این اجرا حضور داشته باشد. مطمئنا سی پی ای باخ ادعا کرد که هاسه و پدرش در همین زمان دوستان خوبی شده بودند. پادشاه آگوستوس دوم قوی لهستان و زاکسن به او عنوان سلطنتی-لهستانی و انتخابی-ساکسون کاپل میستر را اعطا کرد.[4]
در اکتبر هاسه درسدن را ترک کرد تا اپرای بعدی خود را در تورین و رم کارگردانی کند و همچنین در آن زمان برای تئاترهای ونیزی موسیقی نوشت. پاییز 1732 آمد و هاسه دوباره در ناپل بود، اگرچه زمستان را در ونیز گذراند، جایی که سیرو او برای اولین بار با سبکی خاص اجرا شد. در فوریه 1733 آگوستوس دوم قوی، حامی اولیه سلطنتی هاسه در درسدن، درگذشت. در حالی که دادگاه به یک سال سوگواری رسید، هاسه اجازه یافت در خارج از کشور بماند. بسیاری از آثار مقدس او که برای کلیساهای ونیز سروده شده است، به این زمان می رسد.
در بسیاری از سال 1734 هاسه در درسدن بود، اما از 1735 تا 1737 او در ایتالیا، عمدتا در ناپل بود. فاستینا در سپتامبر 1735 در اولین نمایش تیتو وسپازیانو (یکی دیگر از لیبرتوهای متاستسیو اقتباس شده) در پسارو اجرا کرد. هاسه با بازگشت به دربار سلطنتی درسدن در طول سال 1737، پنج اپرای جدید ساخت، اما هنگامی که دربار در پاییز 1738 به لهستان نقل مکان کرد، او و فاستینا به ونیز بازگشتند، جایی که هر دوی آنها بسیار محبوب بودند. اقامت بعدی او در درسدن نیز طولانی‌ترین اقامت او بود، بین ماه‌های اول 1740 و ژانویه 1744. در این زمان او آرتاسرسه را اصلاح کرد و آریاهای جدیدی برای فاوستینا ساخت و همچنین چند اینترمتزی اصلی نوشت. اجتناب عمومی او از اپرای کمیک به نظر می رسد به دلیل فاوستینا بوده است که می ترسید سبک آوازخوانی مورد نیاز اپرا بوفا به صدای او آسیب برساند.
درسدن: 1744-1763
هاسه در سال 1740، نقاشی شده توسط بالتاسار دنر
بین زمستان 1744 و اواخر تابستان 1745، هاسه در ایتالیا بود، اما پس از آن برای یک سال به درسدن بازگشت. فردریک کبیر، یک نوازنده مشتاق فلوت، در دسامبر 1745 از دربار بازدید کرد، و به احتمال زیاد بسیاری از سونات ها و کنسرتوهای فلوت هاسه که به این زمان مربوط می شوند برای فردریک نوشته شده اند. پادشاه پروس نیز در اجرای یکی از ته دیوم هاس حضور داشت و خود دستور اجرای اپرای آرمینیو این آهنگساز را صادر کرد. بلافاصله پس از بازدید هاسه از ونیز و مونیخ، در ژوئن 1747 به درسدن بازگشت تا اپرای La spartana generosa خود را به صحنه ببرد، و در این زمان برای جشن گرفتن چندین عروسی سلطنتی اجرا کرد. همچنین در این زمان سلسله مراتب در درسدن بازسازی شد. نیکولا پورپورا کاپل مایستر نامیده شد، در حالی که خود هاسه به اوبرکاپل مایستر ارتقا یافت.
در سال 1748 هاسه دو اپرای خود، اتزیو و آرتاسرس را در بایروث در نیمه پایانی Markgräfliches Opernhaus، به دلیل ازدواج الیزابت فردریکا سوفی از براندنبورگ-بایروث، دختر ویلهلمین از بایروت، اجرا کرد. ازدواج شاهزاده خانم ماریا ژوزفا از ساکسونی با دوفن فرانسوی به هاسه این فرصت را داد تا در تابستان 1750 به پاریس سفر کند، جایی که Didone abbandonata او اجرا شد.
در 28 مارس 1750 هاسه آخرین سخنرانی خود را La conversione di Sant' Agostino در کلیسای کوچک کاخ سلطنتی در درسدن ارائه کرد. لیبرتو که توسط الکترس درسدن ماریا آنتونیا والپورگیس (1724-1780) نوشته شده است، مربوط به تبدیل یک گناهکار به قداست است و توسط متاستازیو الگوبرداری و ویرایش شده است. اولین نمایش درسدن با اجراهای متعددی از این اثر در لایپزیگ، هامبورگ، مانهایم، پادوآ، رم، ریگا، پراگ، پوتسدام و برلین دنبال شد که گواهی بر محبوبیت این اثر در نیمه دوم قرن هجدهم است.
کارناوال 1751 در درسدن شاهد بازنشستگی فاستینا از اجرای اپرا بود. هاسه در طول دهه به تولید اپراهای جدید ادامه داد، از جمله صحنه ای از Il re pastore متاستازیو، متنی که بعدها توسط موتزارت استفاده شد. در سال 1756، جنگ هفت ساله دربار درسدن را وادار کرد که به ورشو نقل مکان کند، اگرچه خود هاسه بیشتر در ایتالیا زندگی می کرد و به لهستان سفر می کرد تا فقط بر تولیدات اپرای خود نظارت کند. در پاییز 1760 به وین نقل مکان کرد و دو سال بعد در آنجا ماند و در سال 1763 به درسدن بازگشت و متوجه شد که بسیاری از خانه‌اش ویران شده و دستگاه موسیقی اپرای دربار ویران شده است. حامی اصلی هاسه در درسدن، پادشاه آگوستوس سوم لهستان و زاکسن، اندکی پس از آن درگذشت و جانشین او، که او نیز به سرعت درگذشت، رویدادهای موسیقی مفصل در دربار را غیرضروری دانست. هاسه و فاستینا دو سال حقوق دریافت کردند اما مستمری دریافت نکردند.